# Орудийный передок

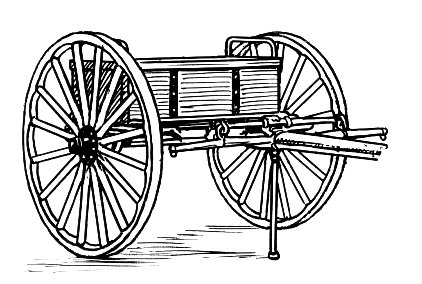
Схематическое изображение передка

Передо́к — специализированная двухколёсная повозка, предназначенная для обеспечения транспортировки буксируемых артиллерийских орудий (как с колёсными, так и гусеничными лафетами).

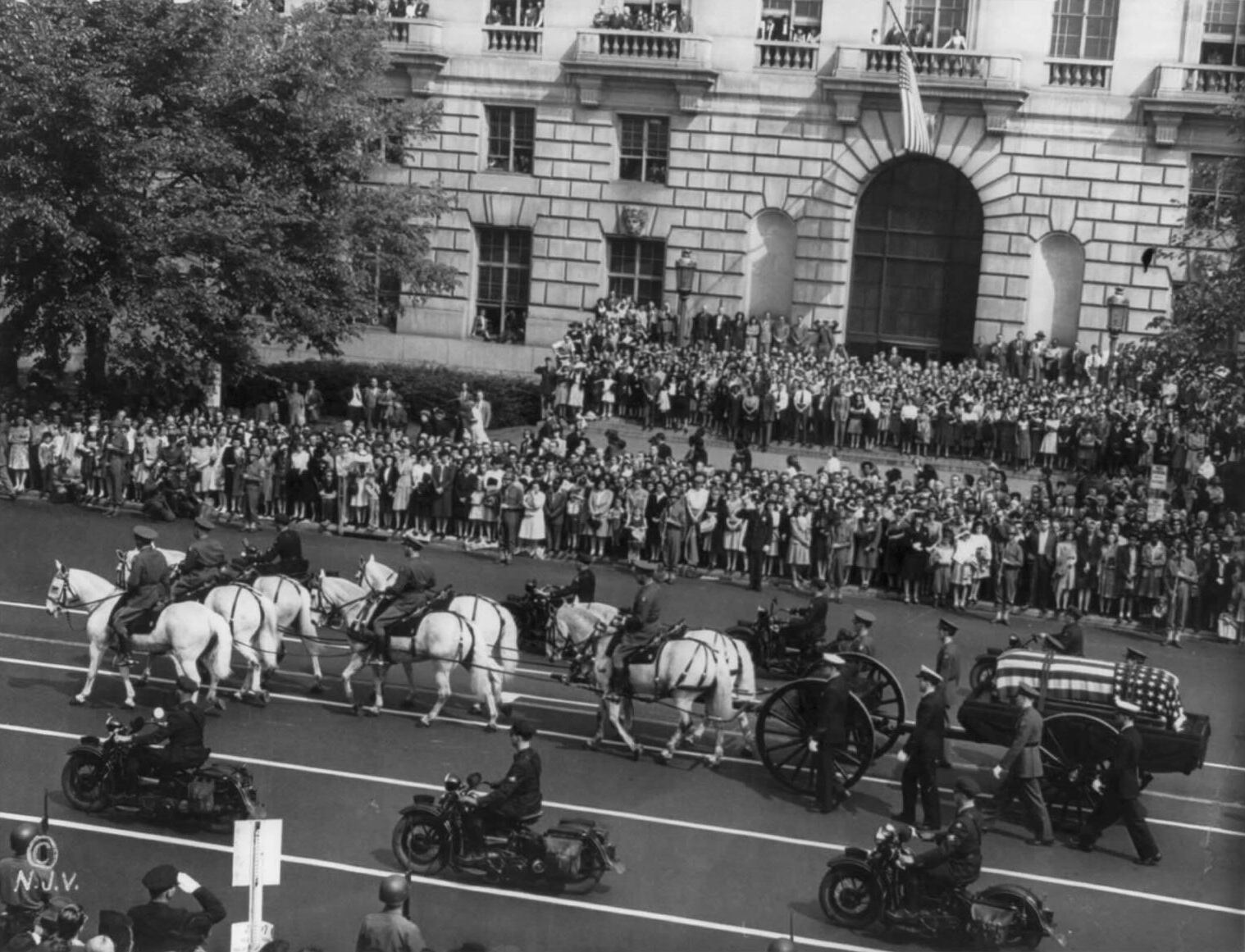
Похоронная процессия с телом Франклина Рузвельта, 1945

Передок применялся при движении в походе в качестве опоры хоботовой части станины орудия. В передней части повозки располагалось дышло (в случае использования конной тяги) либо тяговое устройство (при использовании артиллерийского тягача), сзади — соединявшийся со шкворневой лапой станин крюк. Колёса могли иметь подрессоривание либо быть установленными жёстко.
Помимо своего основного назначения, передок обычно использовался также для транспортировки зарядных ящиков (а точнее, их задних ходов), которые крепились к средней части повозки.
В конструкции современных[кому?] буксируемых артиллерийских орудий передок, как правило, не используется.
В США именно орудийные передки используются для похорон генералов и крупных государственных деятелей.

## Изображения

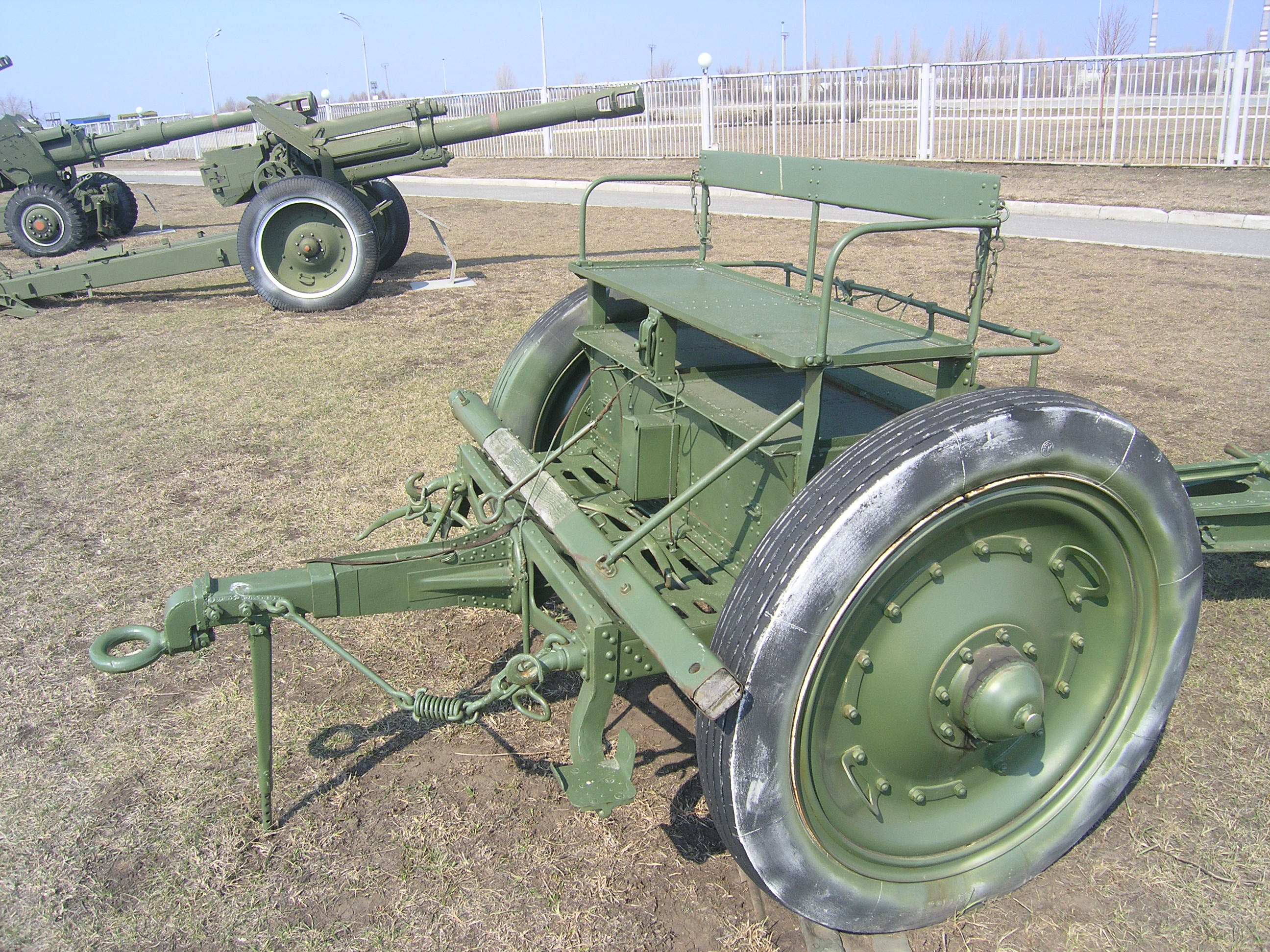
Передок образца 1911/30 гг. 122-мм гаубицы обр. 1910/30 гг. в Техническом музее
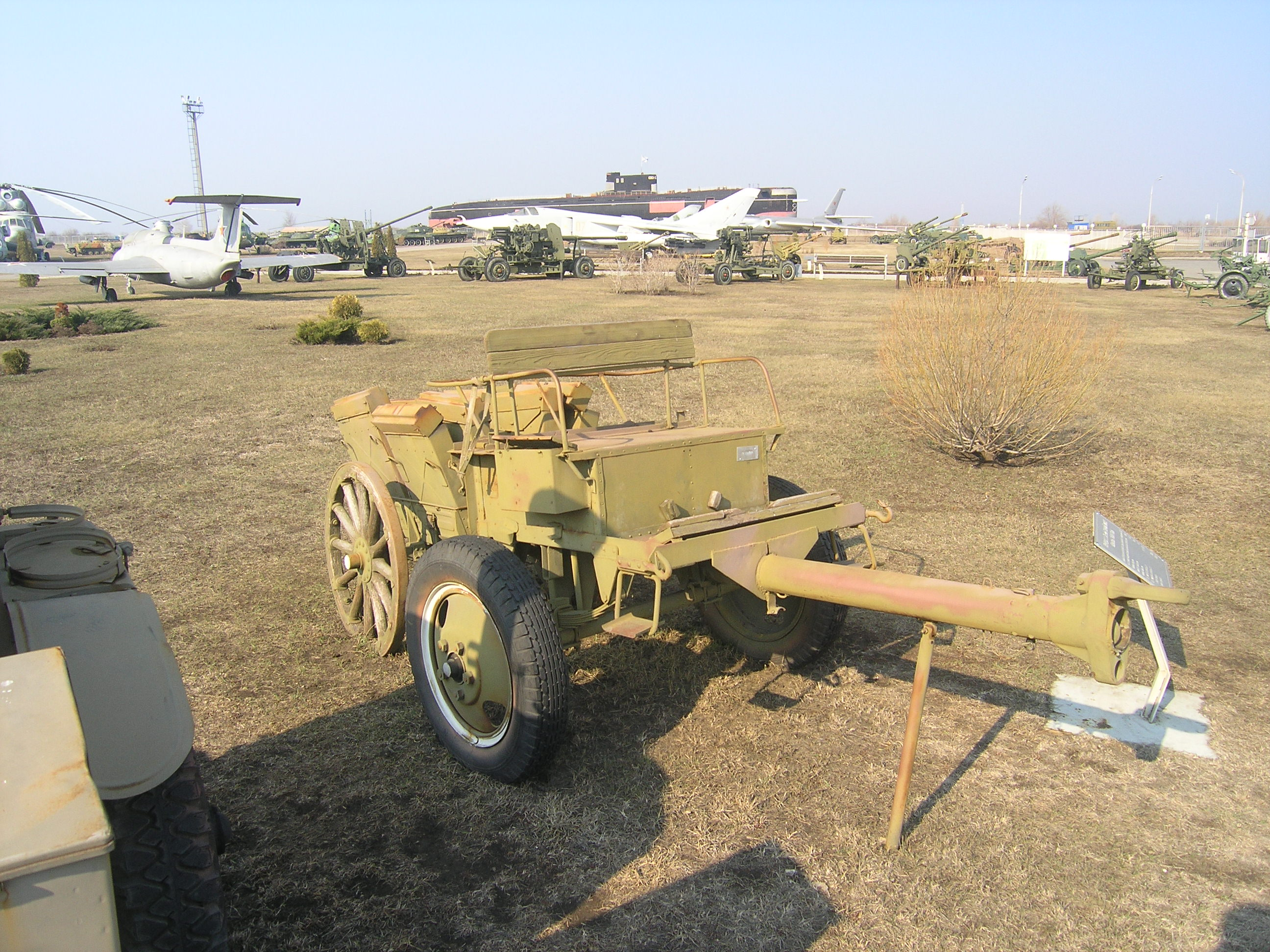
Передок к 76-мм горной пушке обр. 1909 г. там же
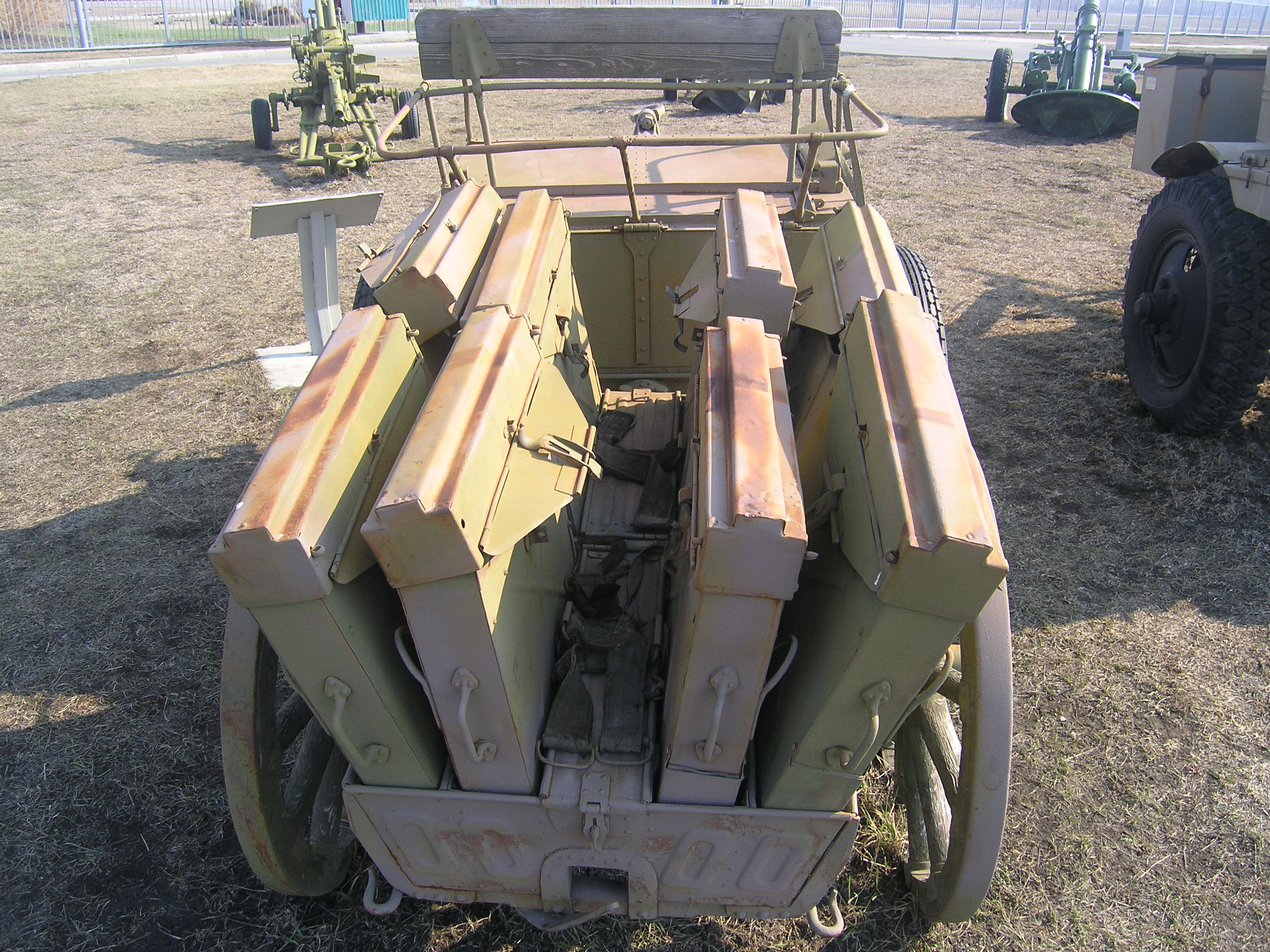
Он же, вид на зарядные ящики
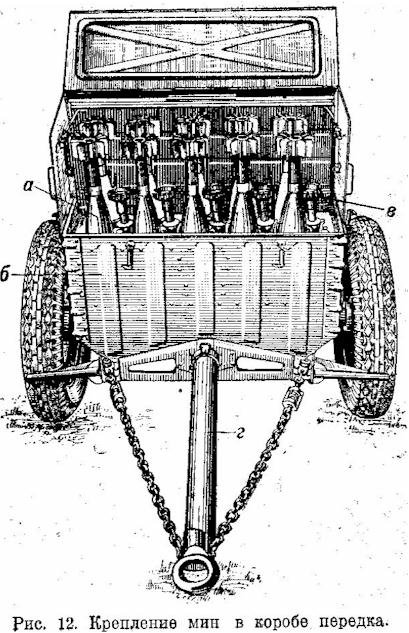
Передок 120-мм миномёта обр. 1938 г.
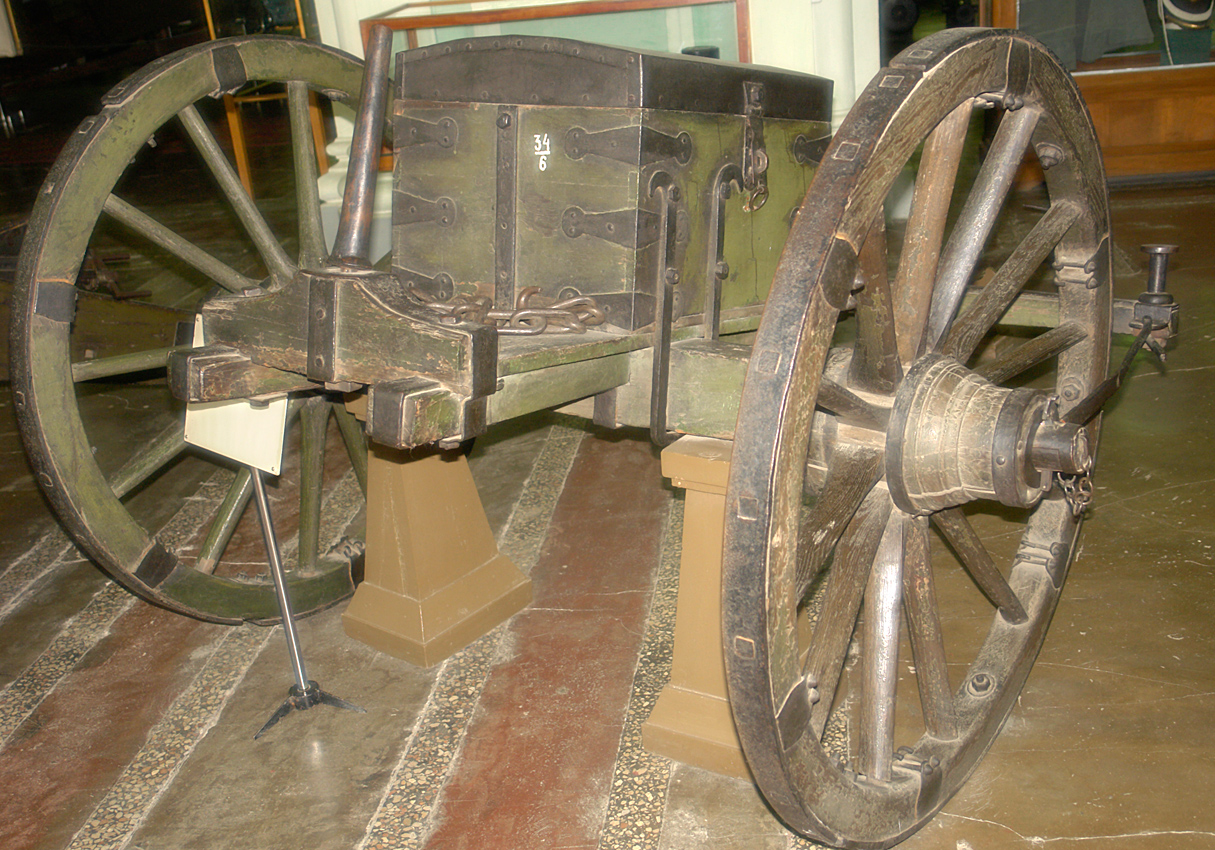
Русский лёгкий полевой передок времён Отечественной войны 1812 года, Военно-исторический музей артиллерии, СПб.
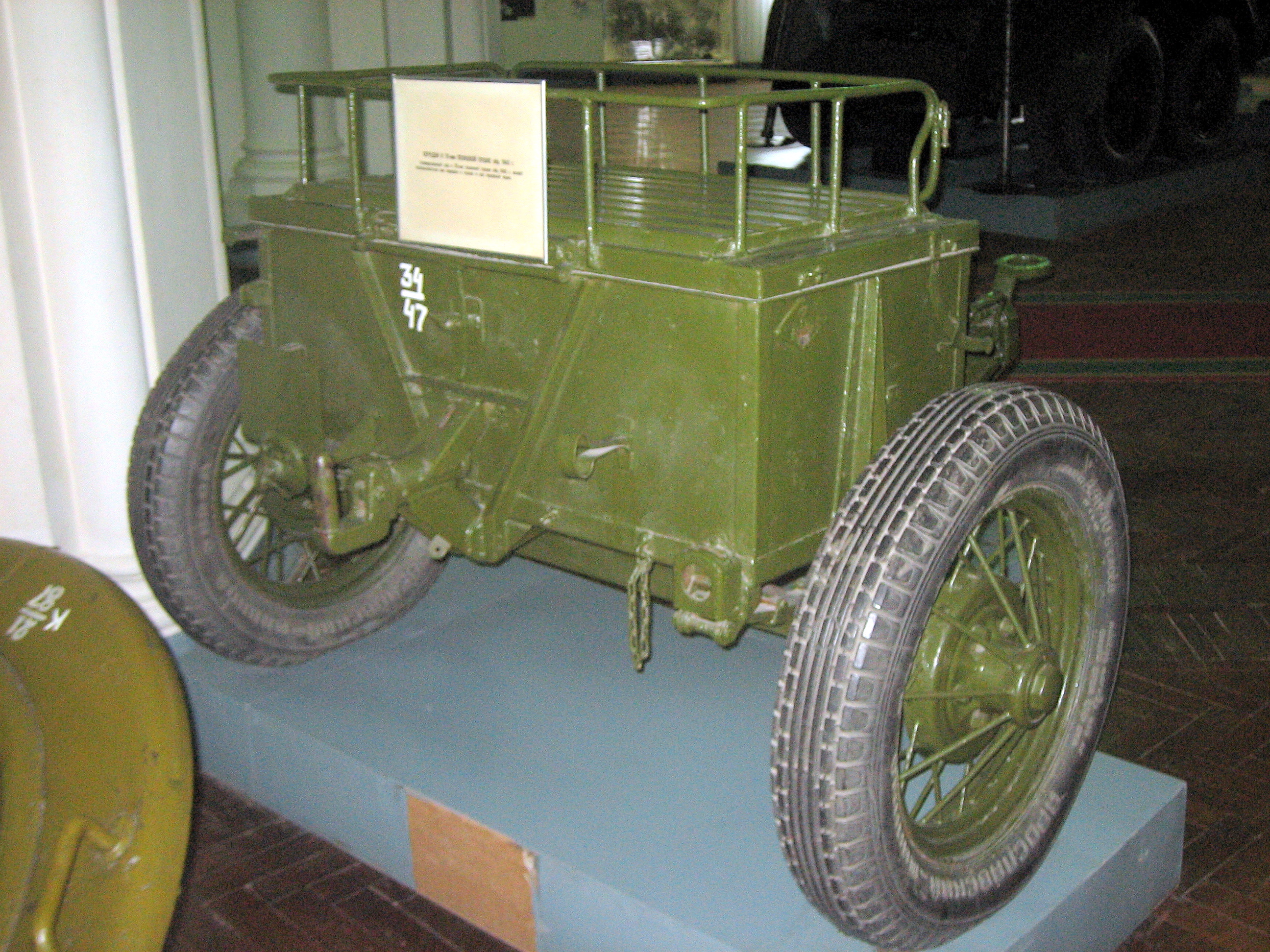
Передок 76-мм полковой пушки обр. 1943 г. с установленным на нём зарядным ящиком, там же
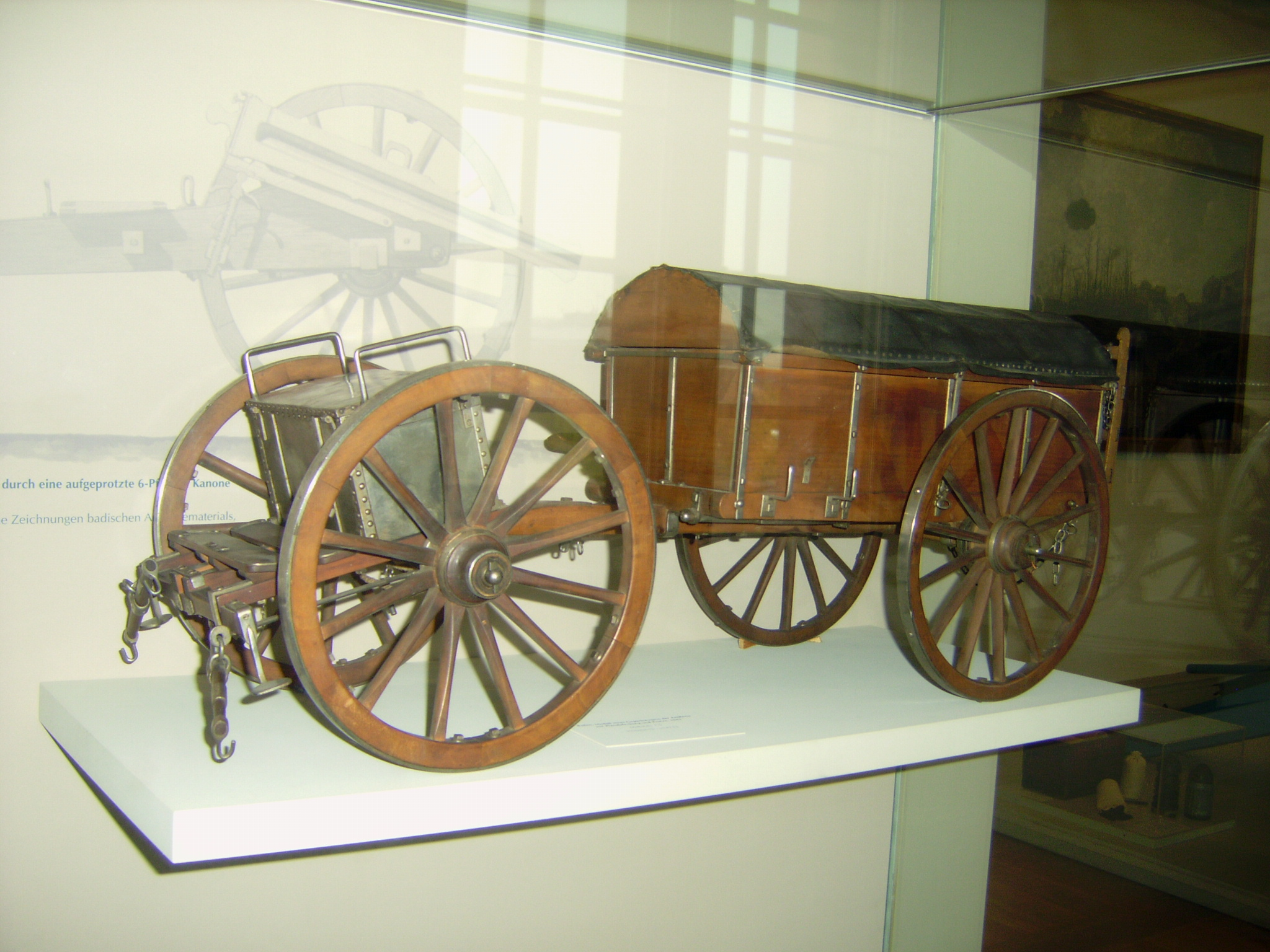
Модель передка в немецком музее
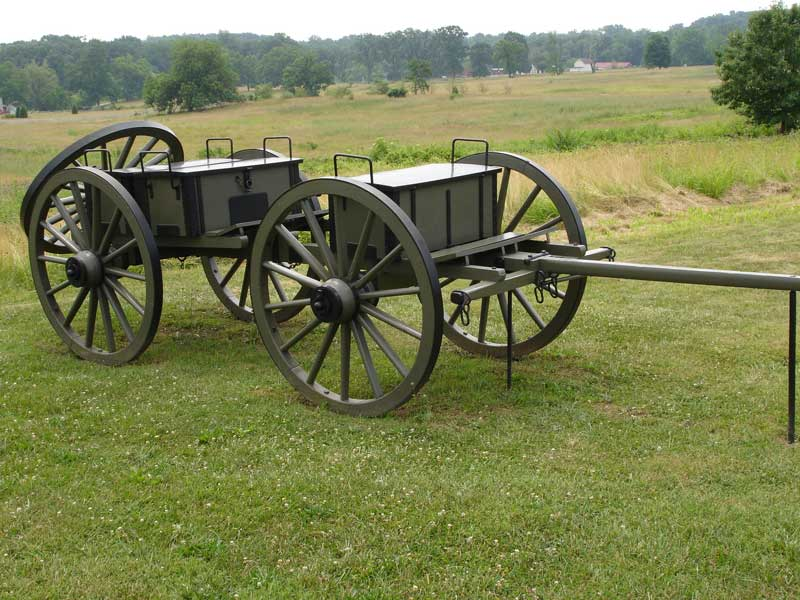
Передок и зарядный ящик времён Гражданской войны в США
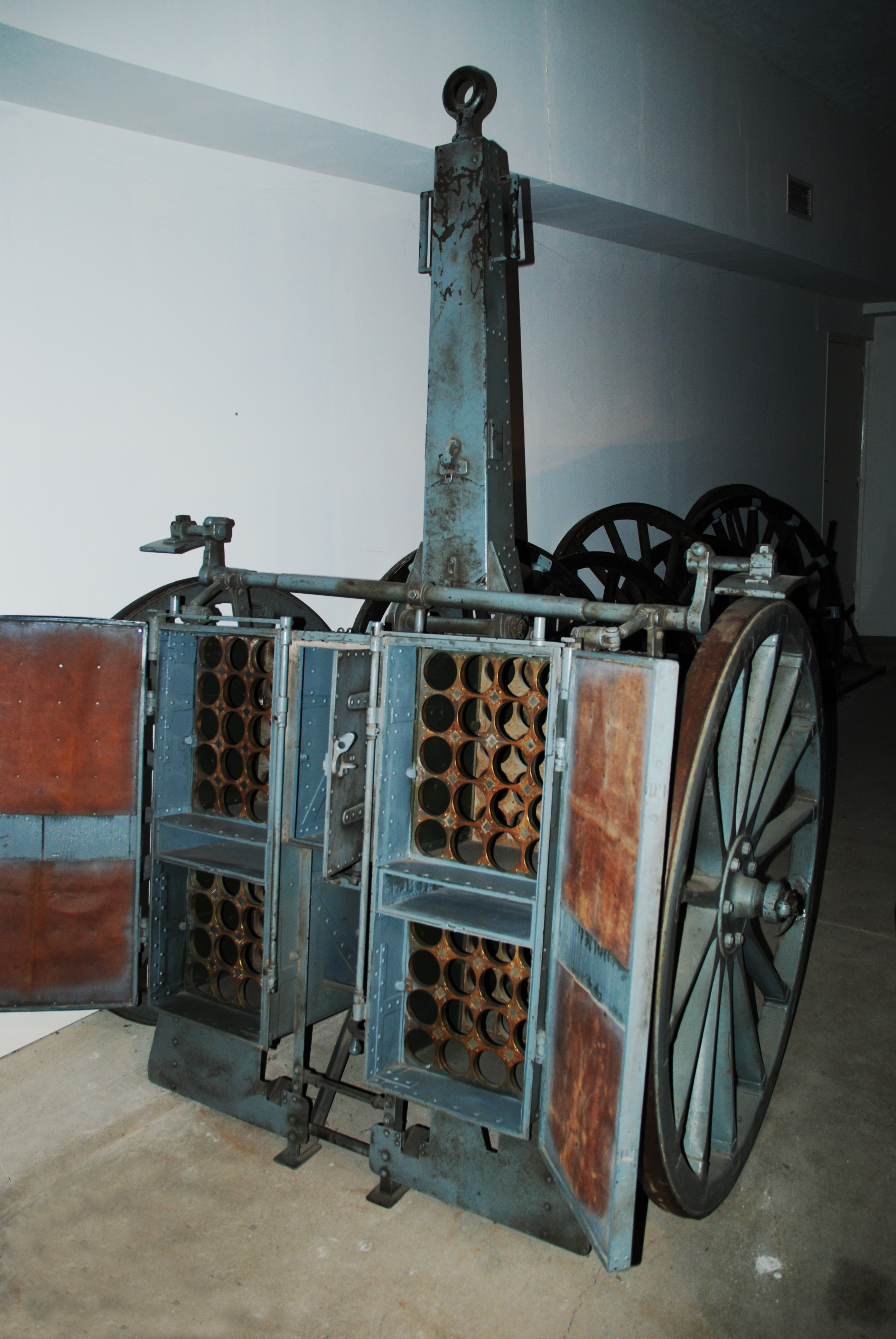
Зарядный ящик на передке в Верденском мемориале[англ.]